# Василеострівський район

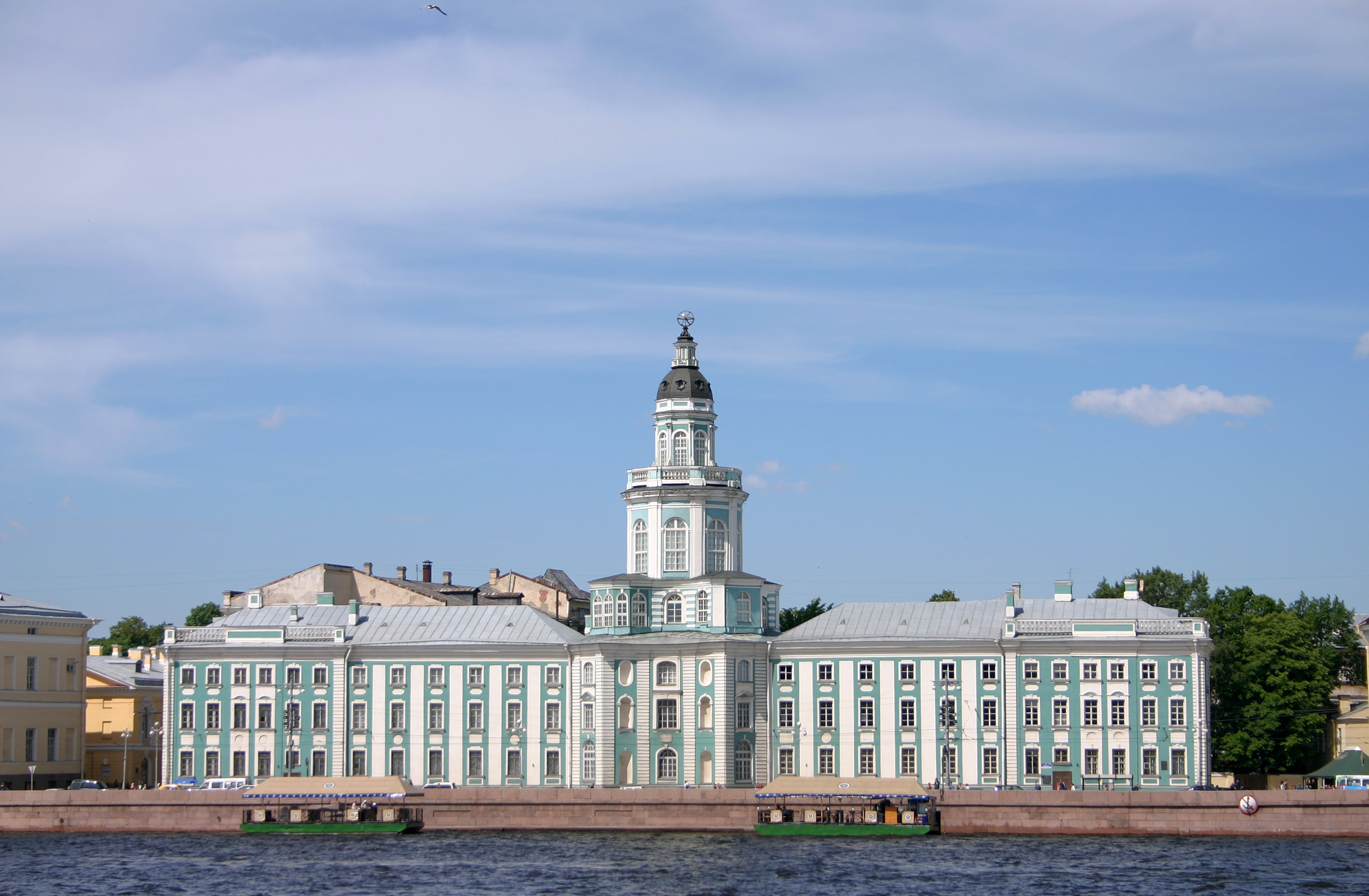
Вид Кунсткамери з Неви.

Василеостровський район Санкт-Петербурга — один з чотирьох центральних районів міста. Розташований на заході міста, переважно на двох великих островах — Василевському та острові Декабристів. Ці острова розділені невеликою річкою Смоленка, яка входить до великої дельти Неви. Голова адміністрації — Ольменицький Володимир Володимирович.

## Географія району
Район займає площу 1,4 тис. гектар (один з найменших районів міста). У районі є таке відоме кладовище як Смоленське кладовище. Площа лісів становить близько 410 га, з них 300 приходиться на кладовища.
Район не має сухопутного зв'язку з іншими частинами суходолу, з центром міста його зв'язують три великих міста через Неву (з чотирьох, які знаходяться у історичний частині Санкт-Петербурга) — Благовіщенський (раніше міст Лейтенанта Шмідта), Палацовий міст та Троїцький міст.

## Населення
За даними Всеросійського перепису 2002 р. населення району становить близько 200 тис. людей. Густина населення у районі дуже велика, близько 11 200 людей на кв. кілометр — є одною з найбільших у Росії.

## Історичні пам'ятники
Східна частина острова входить до складу старого, петровського Петербурга. Одною з візиток району є Стрілка Василевського острова, яка раніше виконувала роль маяка. Також на острові розташований музей Кунсткамера, один з найперших в Росії та багато інших пам'ятників.

## Транспорт
Район має досить серйозні транспортні проблеми. На острові розташована ділянка Невсько-Василеострівської лінії метро з двома станціями — Приморська та Василеострівська. Однак метро дуже перевантажене пасажиропотоком. Також багато трамваїв та тролейбусів ходить по району.
Вирішити ці проблеми, як вважають експерти, може будівництво нових ліній метро (наприклад, Охтинсько-Петроградської).

## Промисловість
У південній частині Василевського острова розташовано Балтійський завод — одне з найбільших підприємств Росії з будівництва кораблів та суден. Виробляє переважно військові кораблі.